# Barbitistes yersini
Barbitistes yersini är en insektsart som beskrevs av Brunner von Wattenwyl 1878. Barbitistes yersini ingår i släktet Barbitistes och familjen vårtbitare. Inga underarter finns listade i Catalogue of Life.